# Международный центр травматологии
Международный центр травматологии (туркм. Şikesleri bejeriş halkara merkezi) — крупный ортопедический центр Ашхабада.

## История
Открытие центра состоялось 21 июля 2011 года, при участии высшего руководства страны, и было приурочено ко Дню работников здравоохранения и медицинской промышленности и 16-летию государственной программы «Здоровье». 10-этажное беломраморное здание находится в юго-западной части Ашхабада. Статус международного центра был получен в мае 2011 года согласно Постановлению Президента Туркменистана.
Международный центр травматологии является учебной базой для кафедры травматологии и военной хирургии Государственного медицинского университета Туркменистана и Ашхабадского городского медицинского училища им. И.Ганди. Здесь организовываться курсы повышения квалификации специалистов, ведутся научные работы и исследования, разрабатываться новые высокоэффективные технологии и методы лечения.

## Структура центра
Госпитале рассчитан на 180 мест. Центр имеет несколько отделений, которые оснащены самым современным медицинским оборудованием. В центре действует специализированное предприятие по производству протезов и протезно-ортопедических средств. В центре проводятся комплексное лечение травм и ортопедических заболеваний, а также реабилитация пациентов, ставших инвалидами вследствие полученных травм. Лечебно-диагностическая база дает возможность решать самые сложные проблемы по восстановлению костей, связок, мышц, суставов. В центре можно проводить компьютерную и магнитно-резонансную томографию, артроскопию, ультразвуковое исследование, электро кардиографию, эхокардиографию, фиброгастродуоденоскопию, лабораторные. Специалисты дают необходимые консультации в областях неврологии, офтальмологии, эндокринологии, гинекологии, отоларингологии, стоматологии, урологии. Центр оснащен оборудованием «Siemens», «LEICA», «KARL STORZ», «Dräger», «Otto Bock».
К услугам пациентов также есть аптека, столовая, автостоянка.

## Клинические подразделения
- Травматологическое (на 60 мест)
- Ортопедии (на 30 мест)
- Нейрохирургии (на 30 мест)
- Ожоговое и торакоабдоминальное (на 30 мест)
- Восстановительной терапии